# Ландшафтна екологія
Ландша́фтна еколо́гія — розділ екології та географії, який вивчає просторову різноманітність і елементи ландшафту (наприклад поля, живоплоти, групи дерев, річки або міста) і те, як їх розташування впливає на розподіл і потік енергії та індивідуумів у навколишньому середовищі (який, своєю чергою, може безпосередньо вплинути на розподіл елементів). Ландшафтна екологія зазвичай має справу з прикладними і цілісними проблемами. Термін ландшафтна екологія ввів Карл Тролл, німецький географ 1939 року. Він розробляв цю термінологію і безліч ранніх понять ландшафтної екології як частину його ранньої роботи, що вивчає взаємодії між навколишнім середовищем і рослинністю.

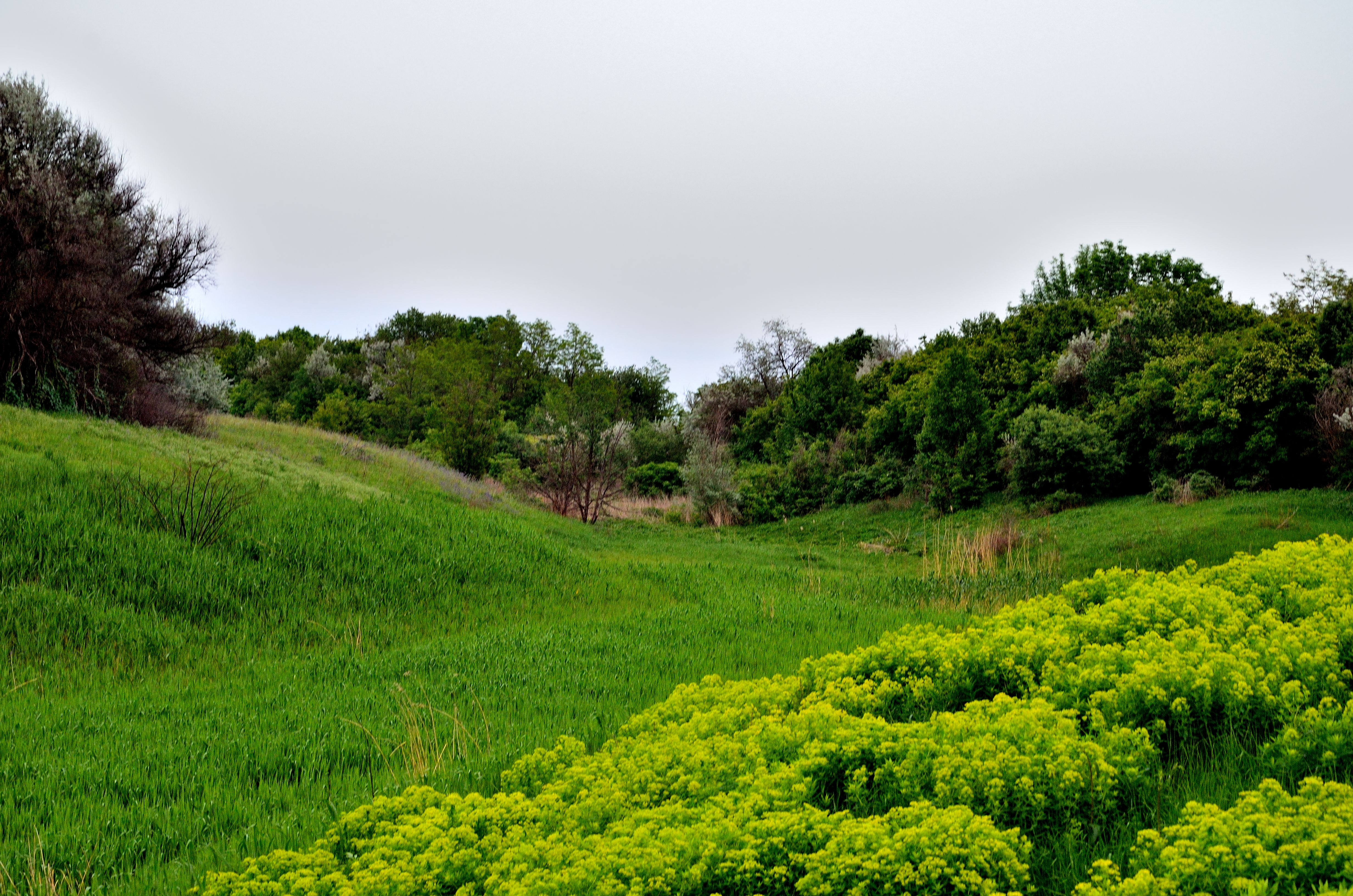
Ландшафт лісостепової зони України

Центральна теорія ландшафтної екології походить від «Теорії острівної біогеографії» Макартура і Вілсона. Ця робота розглядала сукупність флори і фауни на островах як результат колонізації від континентальної опори і стохастичного вимирання. Поняття острівної біогеографії були узагальнені від фізичних островів до абстрактних ділянок природного місця існування моделі мета популяції Льовіна. Це узагальнення прискорило розвиток ландшафтної екології, забезпечивши збереження біорізноманітності — нового інструменту оцінки впливу фрагментації природного місця існування на життєдіяльність популяцій. Недавнє зростання ландшафтної екології пов'язане з розвитком технології географічних інформаційних систем (ГІС) і наявності широкомасштабних даних про природне середовище (наприклад. супутникові фотографії або фотографії з повітря).
 Ландшафтна екологія — розділ екології, присвячений причинам і наслідкам просторової різнорідності (Форман 1995). Різнорідність — критерій того, як частини ландшафту відрізняються один від одного. Ландшафтна екологія стежить, як просторова структура впливає на достаток організмів ландшафтного рівня, а також за поведінкою і функціонуванням ландшафту в цілому. Це включає вивчення зразка, або внутрішнього порядку ландшафту, в процесі, або безперервній дії функціонування організмів (Тернер 1989). Ландшафтна екологія також включає геоморфологію, як додаток до моделі і архітектури ландшафтів (Еллабі 1998).
Геоморфологія вивчає те, як геологічні утворення впливають на структуру ландшафту.